# Pherecydes nicolaasi
Pherecydes nicolaasi är en spindelart som beskrevs av Ansie S. Dippenaar-Schoeman 1980. Pherecydes nicolaasi ingår i släktet Pherecydes och familjen krabbspindlar. Inga underarter finns listade i Catalogue of Life.